# Feng Kai
Feng Kai (in cinese: 馮凱; Changchun, 28 agosto 1978) è un ex pattinatore di short track cinese.

## Palmarès

### Olimpiadi
- 2 medaglie:
  - 2 bronzi (staffetta a Nagano 1998 e staffetta a Salt Lake City 2002).